# Haile Gebrselassie
Haile Gebrselassie (Ge'ez: ኃይሌ ገብረ ሥላሴ haylē gebre silassē; sinh ngày 18 tháng 4 năm 1973) là vận động viên điền kinh người Ethiopia chuyên đường chạy điền kinh và ngoài trời. Gebrselassie đã nhiều lần chiến thắng với nhiều nội dung từ 1500 mét đến marathon, từ các cuộc thi ngoài trời, trong nhà, vượt địa hình cho đến chạy trên đường bộ. Anh đã 26 lần phá kỷ lục thế giới và giành nhiều danh hiệu Olympic và các Giải vô địch Thế giới, và được nhiều người xem là một trong những vận động viên đường trường vĩ đại nhất trong lịch sử.

## Sự nghiệp
Gebrselassie sinh ra trong một gia đình 10 người con ở Asella, tỉnh Arsi, Ethiopia. Lớn lên trong một gia đình thuần nông, anh từng chạy quãng đường 10 km từ nhà đến trường, và từ trường trở lại trong suốt 10 năm. Điều này đã tạo ra một tư thế chạy đặc biệt cho Gebrselassie, với cánh tay trái gập vào như đang ôm cặp sách, và tay phải vung rất năng động theo nhịp chạy.
Chiến thắng lớn trên đấu trường quốc tế đầu tiên của Gebrselassie là năm 1992, anh về nhất trong cuộc đua tài năng trẻ 1992 ở Seoul với nội dung 5.000 m và 10.000 m.
Sau đó, từ năm 1993 Gebrselassie giành huy chương vàng giải vô địch thế giới 4 năm liên tiếp 1993, 1995, 1997, 1999 ở nội dung 10.000 m và 5.000 m. Cuối năm 1994 anh đánh dấu kỷ lục thế giới đầu tiên của mình khi hoàn thành đường chạy 5.000 m trong thời gian 12:56.96, nhanh 2 giây so với kỷ lục cũ của Saïd Aouita.
Năm 1995, tại Hengelo, Hà Lan, Gebrselassie phá kỷ lục 10.000 m với thành tích 26:43.53, hơn kỷ lục cũ 9 giây. Cùng mùa hè năm đó, anh tiếp tục chiến thắng với thành tích 12:44.39 cự ly 5.000 m tại Zurich, Thụy Sĩ. Đây được bình chọn là "Cuộc chạy tiêu biểu của năm" do tạp chí Track & Field News thực hiện.
Năm 1998, Gebrselassie một lần nữa phá kỷ lục 10.000 m của Paul Tergat trong 26:22.75, đặc biệt anh chạy nửa quãng đường 5.000 m trong thời gian ấn tượng 13:11.
Năm 1999, Gebrselassie vào vai chính mình trong bộ phim tài liệu Endurance do hãng Walt Disney sản xuất, nói về cuộc đời và sự nghiệp của anh từ tuổi thơ gian khó đến chức vô địch Olympic 1996.
Tại Thế vận hội Mùa hè 2000 ở Sydney, anh trở thành vận động viên thứ ba trong lịch sử bảo vệ thành công chức vô địch cự ly 10.000 m trong hai kỳ liên tiếp. Đây là một trong những cuộc đua 10.000 m ấn tượng nhất mọi thời đại, với pha nước rút đáng kinh ngạc của Gebrselassie vượt qua Paul Tergat vào những giây cuối cùng, anh vượt Tergat chỉ 0.9 giây.
Tại Thế vận hội Mùa hè 2004 ở Athena, Gebrselassie được kỳ vọng sẽ ghi tên mình vào lịch sử là người đầu tiên giành được 3 huy chương vàng 10.000 m trong ba kỳ Olympic liên tiếp. Tuy nhiên anh đã không thành công khi về thứ năm, tuột huy chương vàng vào tay Kenenisa Bekele - người đồng hương Ethiopia trẻ tuổi đã phá vỡ cả hai kỷ lục 5.000 m và 10.000 m của anh trước đó.
Sau Thế vận hội Mùa hè 2004, Gebrselassie ít tham gia đường chạy điền kinh hơn, thay vào đó là các cuộc đua ngoài trời. Anh đã tham gia nhiều cuộc thi marathon: London Marathon 2002, Amsterdam 2005 (về nhất), London 2006, Berlin 2006, 2007, 2008 (về nhất cả 3), Dubai 2008 (nhất).
2002 là năm đầu tiên Gebrselassie tham gia London Marathon. Anh khởi đầu cuộc chạy với nhịp chạy rất nhanh, tương đương với kỷ lục thế giới lúc đó. Tuy nhiên anh đã không giữ được tốc độ đó, và để Paul Tergat và Khalid Khannouchi vượt. Hôm đó Khannouchi đã phá vỡ kỷ lục marathon của chính mình, và Gebrselassie về thứ ba.
Năm 2005 Gebrselassie đã chiến thắng trong tất cả các cuộc đua ngoài trời anh tham gia: chiến thắng tại Amsterdam Marathon với thành tích tốt nhất trong năm (2:06:20), kỷ lục thế giới 10 dặm ở Tilburg, Hà Lan (44:24). Đặc biệt trong cuộc đua 10 dặm (16,09 km) đó, 15 km cuối cùng anh đã chạy trong 41:22, chậm hơn kỷ lục 15 km có 7 giây.
Ngày 23 tháng 4 năm 2006 anh về thứ 9 trong cuộc chạy London Marathon với thành tích 2:09:05. Sau đó Gebrselassie đã nói vị trí thứ 9 này là "cuộc đua tồi tệ nhất trong sự nghiệp của mình". Tuy nhiên đến tháng 9 anh lại về nhất trong cuộc chạy Berlin Marathon với thành tích 2:05:55, giúp anh trở thành người thứ năm trong lịch sử hoàn thành marathon dưới 2 giờ 6 phút.
Ngày 30 tháng 9 năm 2007, Gebrselassie về nhất cuộc chạy Berlin Marathon với thành tích 2:04:27, phá vỡ kỷ lục 2:04:55 trước đó của Paul Tergat, cũng lập tại Berlin vào năm 2003. Gebrselassie sau đó đã nói gửi lời xin lỗi tới Paul Tergat và nói rằng kỷ lục này thuộc về Tergat. Tergat và Gebrselassie là hai kình địch đại diện cho Ethiopia và Kenya, đồng thời họ cũng là một đôi bạn thân trên đường chạy.
Hướng đến cuộc thi Dubai Marathon vào tháng 1 năm 2008, HLV của anh đã phát biểu Gebrselassie sẽ phá kỷ lục marathon với dự định thời gian dưới 2:04. Gebrselassie cũng đồng ý rằng dưới 2:04 là có thể được, tuy nhiên mọi điều kiện thời tiết phải thật hoàn hảo. Ngày 18 tháng 1 năm 2008, Dubai Marathon 2008 bắt đầu và Gebrselassie về nhất với thời gian 2:04:53. Do nhịp chạy những quãng đầu hơi nhanh nên Gebrselassie đã không thể giữ nguyên tốc độ đến đích, dù sao anh cũng đã về nhất.
Với nội dung Bán Marathon, Gebrselassie tham gia lần đầu tiên ở New York City Half Marathon, tháng 5/2007 với thành tích 59:24. Sau đó anh liên tục vô địch suốt 9 cuộc chạy Bán Marathon, tuy nhiên ở Den Haag (ngày 14/3/2009) anh đã thua Sammy Kitwara khi chỉ về nhì với thành tích 59:49.
Tại FBK-Games (Hengelo - Hà Lan), Gebrselassie hoàn thành 10,000m với 26:51.20, về nhì sau Sileshi Sihine. Gebrselassie là người duy nhất trên 30 tuổi chạy dưới 27 phút cho 10.000m. Thành tích 9 lần chạy dưới 27 phút của anh chưa từng có vận động viên nào đạt được.
Tại Thế vận hội Mùa hè 2008 ở Bắc Kinh, Gebrselassie đã từ chối tham gia môn marathon do lo sợ bầu không khí ô nhiễm nặng nề tại thành phố này sẽ ảnh hưởng không tốt đến sức khỏe của anh (Gebrselassie bị hen suyễn). Sau đó anh đã phải đính chính lại là không khí ở Bắc Kinh có vẻ đã sạch hơn dự kiến. Tuy nhiên anh vẫn tham dự nội dung 10.000 m và về thứ 6 với thành tích 27:06.68, huy chương vàng lại về tay người đồng hương trẻ tuổi Kenenisa Bekele.
Vào tháng 9 năm 2008, anh đã bảo vệ thành công chức vô địch tại Berlin Marathon, phá vỡ kỷ lục cá nhân của chính mình xuống 27 giây với thành tích 2:03:59. Đây cũng là lần đầu tiên trong lịch sử marathon được hoàn thành dưới 2 giờ 4 phút.
Tháng 1/2009, Gebrselassie đặt mục tiêu phá kỷ lục trước đó của mình tại Dubai Marathon. Sau đó trời đổ mưa, đường trơn trượt khiến anh không thể hoàn thành mục tiêu đề ra. Tuy nhiên Gebrselassie vẫn về nhất với thành tích 2:05:29.
Gebrselassie cho biết anh sẽ tham gia hoạt động chính trị sau khi kết thúc sự nghiệp.
Vào tháng 11 năm 2021, Haile Gebreselassie đang ở mặt trận chiến đấu ở Ethiopia chống lại phiến quân Tigray.

## Các kỷ lục thế giới
| Nội dung     | Thành tích | Thời gian  | Địa điểm                    | Ghi chú                           |
| ------------ | ---------- | ---------- | --------------------------- | --------------------------------- |
| 5000 m       | 12:56.96   | 1994-06-04 | Hengelo, Hà Lan             |                                   |
| 2 dặm        | 8:07.46    | 1995-05-27 | Kerkrade, Hà Lan            |                                   |
| 10.000 m     | 26:43.53   | 1995-06-05 | Hengelo, Hà Lan             |                                   |
| 5.000 m      | 12:44.39   | 1995-08-16 | Zurich, Thụy Sĩ             |                                   |
| 5.000 m      | 13:10.98   | 1996-01-27 | Sindelfingen, Đức           |                                   |
| 3.000 m      | 7:30.72    | 1996-02-04 | Stuttgart, Đức              |                                   |
| 5.000 m      | 12:59.04   | 1997-02-20 | Stockholm, Thụy Điển        |                                   |
| 2 dặm        | 8:01.08    | 1997-05-31 | Hengelo, Hà Lan             |                                   |
| 10.000 m     | 26:31.32   | 1997-07-04 | Oslo, Na Uy                 |                                   |
| 5.000 m      | 12:41.86   | 1997-08-13 | Zurich, Thụy Sĩ             |                                   |
| 3.000 m      | 7:26.15    | 1998-01-25 | Karlsruhe, Đức              |                                   |
| 2.000 m      | 4:52.86    | 1998-02-15 | Birmingham, Anh             |                                   |
| 10.000 m     | 26:22.75   | 1998-06-01 | Hengelo, Hà Lan             |                                   |
| 5.000 m      | 12:39.36   | 1998-06-13 | Helsinki, Phần Lan          |                                   |
| 5.000 m      | 12:50.38   | 1999-02-14 | Birmingham, Anh             |                                   |
| 10 km        | 27:02      | 2002-12-11 | Doha, Qatar                 |                                   |
| 2 dặm        | 8:04.69    | 2003-02-21 | Birmingham, Anh             |                                   |
| 15 km        | 41:22      | 2005-09-04 | Tilburg, Hà Lan             |                                   |
| 10 dặm       | 44:24      | 2005-09-04 | Tilburg, Hà Lan             |                                   |
| 20 km        | 55:48      | 2006-01-15 | Tempe, Arizona, Mỹ          |                                   |
| Bán marathon | 58:55      | 2006-01-15 | Tempe, Arizona, Mỹ          |                                   |
| 25 km        | 1:11:37    | 2006-03-12 | Alphen aan den Rijn, Hà Lan |                                   |
| 20.000 m     | 56:25.98   | 2007-06-27 | Ostrava, Cộng hòa Séc       |                                   |
| Một giờ      | 21.285 m   | 2007-06-27 | Ostrava, Cộng hòa Séc       |                                   |
| Marathon     | 2:04:26    | 2007-09-30 | Berlin, Đức                 |                                   |
| Marathon     | 2:03:59    | 2008-09-28 | Berlin, Đức                 | Kỷ lục Marathon thế giới hiện giờ |

## Kỷ lục cá nhân

### Ngoài trời
| Nội dung              | Thành tích | Thời gian  | Địa điểm              |
| --------------------- | ---------- | ---------- | --------------------- |
| 1.500 m               | 3:33.73    | 1999-06-06 | Stuttgart             |
| 1 dặm                 | 3:52.39    | 1999-06-27 | Gateshead             |
| 3.000 m               | 7:25.09    | 1998-08-28 | Bruxelles             |
| 2 dặm                 | 8:01.08    | 1997-05-31 | Hengelo               |
| 5.000 m               | 12:39.36   | 1998-06-13 | Helsinki              |
| 10.000 m              | 26:22.75   | 1998-06-01 | Hengelo               |
| 10 km (đường bộ)      | 27:02      | 2002-12-11 | Ad-Dawhah             |
| 15 km (đường bộ)      | 41:38      | 2001-11-11 | Nijmegen              |
| 10 dặm (đường bộ)     | 44:24      | 2005-09-04 | Tilburg               |
| 20.000 m (đường chạy) | 56:26.0    | 2007-06-27 | Ostrava, Cộng hòa Séc |
| Một giờ (đường chạy)  | 21.285 m   | 2007-06-27 | Ostrava, Cộng hòa Séc |
| 20 km (đường bộ)*     | 55:48      | 2006-01-15 | Phoenix               |
| Bán marathon          | 58:55      | 2006-01-15 | Phoenix               |
| 25 km (đường bộ)      | 1:11:37    | 2006-03-12 |                       |
| Marathon              | 2:03:59    | 2008-09-28 | Berlin                |

* Ghi nhận khi thực hiện nội dung Bán marathon

### Trong nhà
| Nội dung | Thành tích | Thời gian  | Địa điểm   |
| -------- | ---------- | ---------- | ---------- |
| 1.500 m  | 3:31.76    | 1998-02-01 | Stuttgart  |
| 2.000 m  | 4:52.86    | 1998-02-15 | Birmingham |
| 3.000 m  | 7:26.15    | 1998-01-25 | Karlsruhe  |
| 2 dặm    | 8:04.69    | 2003-02-21 | Birmingham |
| 5.000 m  | 12:50.38   | 1999-02-14 | Birmingham |